# Tour de Polonia 2022
La 79.ª edición de la competición ciclista Tour de Polonia fue una carrera de ciclismo en ruta por etapas que se celebró entre el 30 y el 5 de agosto de 2022 en Polonia con inicio en la ciudad de Kielce y final en la de Cracovia sobre un recorrido de 1226,7 kilómetros.
La carrera formó parte del UCI WorldTour 2022, calendario ciclístico de máximo nivel mundial, siendo la vigésima quinta carrera de dicho circuito y fue ganada por el británico Ethan Hayter del INEOS Grenadiers. Completaron el podio, como segundo y tercer clasificado respectivamente, el neerlandés Thymen Arensman del DSM y el español Pello Bilbao del Bahrain Victorious.

## Equipos participantes
Tomaron parte en la carrera 23 equipos: 18 de categoría UCI WorldTeam, 4 de categoría UCI ProTeam y la selección nacional de Polonia, formando así un pelotón de 160 ciclistas. Los equipos participantes fueron:
| WorldTeams (18)- AG2R Citroën Team - Astana Qazaqstan Team - Bahrain Victorious - Bora-Hansgrohe - Cofidis - EF Education-EasyPost - Groupama-FDJ - Ineos Grenadiers - Intermarché-Wanty-Gobert Matériaux - Israel-Premier Tech - Lotto-Soudal - Movistar Team - Quick-Step Alpha Vinyl - BikeExchange-Jayco - Team DSM - Jumbo-Visma - Trek-Segafredo - UAE Team Emirates ProTeams (4)- Alpecin-Deceuninck - Caja Rural-Seguros RGA - Team Novo Nordisk - Uno-X Pro Cycling Team Equipo nacional- Polonia |
| |

## Recorrido
El Tour de Polonia dispuso de siete etapas para un recorrido total de 1226,7 kilómetros.
| Etapa     | Fecha     | Recorrido                     | type                    | Distancia (km) | Desnivel (m) | Ganador          | Líder            |
| --------- | --------- | ----------------------------- | ----------------------- | -------------- | ------------ | ---------------- | ---------------- |
| 1.ª etapa | 30 de jul | Kielce – Lublin               | etapa llana             | 218,8          | 1231 m       | Olav Kooij       | Olav Kooij       |
| 2.ª etapa | 31 de jul | Chełm – Zamość                | etapa llana             | 205,6          | 966 m        | Gerben Thijssen  | Jonas Abrahamsen |
| 3.ª etapa | 1 de ago  | Kraśnik – Przemyśl            | etapa de media montaña  | 237,9          | 1545 m       | Sergio Higuita   | Sergio Higuita   |
| 4.ª etapa | 2 de ago  | Lesko – Sanok                 | etapa de media montaña  | 179,4          | 2621 m       | Pascal Ackermann | Sergio Higuita   |
| 5.ª etapa | 3 de ago  | Łańcut – Resovia              | etapa escarpada         | 178,1          | 2179 m       | Phil Bauhaus     | Sergio Higuita   |
| 6.ª etapa | 4 de ago  | Gronków – Bukowina Tatrzańska | contrarreloj individual | 11,8           | 337 m        | Thymen Arensman  | Ethan Hayter     |
| 7.ª etapa | 5 de ago  | Skawina – Cracovia            | etapa escarpada         | 177,8          | 1875 m       | Arnaud Démare    | Ethan Hayter     |

## Desarrollo de la carrera

### 1.ª etapa
| Kielce - Lublin | etapa llana | (218,8 km) |

| \| Clasificación de la etapa \| Clasificación de la etapa \| Clasificación de la etapa \| Clasificación de la etapa \| Clasificación de la etapa \| \| Ciclista \| Ciclista \| Equipo \| Tiempo \| \| \| ------------------------- \| ------------------------- \| ------------------------- \| ------------------------- \| ------------------------- \| \| 1.º \| Olav Kooij \| Jumbo-Visma \| 5 h 18 min 01 s \| \| \| 2.º \| Phil Bauhaus \| Bahrain Victorious \| + 0 s \| \| \| 3.º \| Jordi Meeus \| Bora-Hansgrohe \| + 0 s \| \| \| 4.º \| Mike Teunissen \| Jumbo-Visma \| + 0 s \| \| \| 5.º \| Juan Sebastián Molano \| UAE Team Emirates \| + 0 s \| \| \| 6.º \| Max Kanter \| Movistar Team \| + 0 s \| \| \| 7.º \| Kaden Groves \| BikeExchange-Jayco \| + 0 s \| \| \| 8.º \| Mark Cavendish \| Quick-Step Alpha Vinyl \| + 0 s \| \| \| 9.º \| Arnaud Démare \| Groupama-FDJ \| + 0 s \| \| \| 10.º \| Tobias Bayer \| Alpecin-Deceuninck \| + 0 s \| \| |                       |                        |                 |
| |                       |                        |                 |
| Fuente: ProCyclingStats |                       |                        |                 |
| Clasificación de la etapa |                       |                        |                 |
| Ciclista | Ciclista              | Equipo                 | Tiempo          |
| 1.º | Olav Kooij            | Jumbo-Visma            | 5 h 18 min 01 s |
| 2.º | Phil Bauhaus          | Bahrain Victorious     | + 0 s           |
| 3.º | Jordi Meeus           | Bora-Hansgrohe         | + 0 s           |
| 4.º | Mike Teunissen        | Jumbo-Visma            | + 0 s           |
| 5.º | Juan Sebastián Molano | UAE Team Emirates      | + 0 s           |
| 6.º | Max Kanter            | Movistar Team          | + 0 s           |
| 7.º | Kaden Groves          | BikeExchange-Jayco     | + 0 s           |
| 8.º | Mark Cavendish        | Quick-Step Alpha Vinyl | + 0 s           |
| 9.º | Arnaud Démare         | Groupama-FDJ           | + 0 s           |
| 10.º | Tobias Bayer          | Alpecin-Deceuninck     | + 0 s           |

| \| Clasificación general \| Clasificación general \| Clasificación general \| Clasificación general \| Clasificación general \| \| Ciclista \| Ciclista \| Equipo \| Tiempo \| \| \| --------------------- \| --------------------- \| ---------------------- \| --------------------- \| --------------------- \| \| 1.º \| Olav Kooij \| Jumbo-Visma \| 5 h 17 min 51 s \| \| \| 2.º \| Phil Bauhaus \| Bahrain Victorious \| + 4 s \| \| \| 3.º \| Jonas Abrahamsen \| Uno-X Pro Cycling Team \| + 4 s \| \| \| 4.º \| Jordi Meeus \| Bora-Hansgrohe \| + 6 s \| \| \| 5.º \| Sam Brand \| Team Novo Nordisk \| + 9 s \| \| \| 6.º \| Mike Teunissen \| Jumbo-Visma \| + 10 s \| \| \| 7.º \| Juan Sebastián Molano \| UAE Team Emirates \| + 10 s \| \| \| 8.º \| Max Kanter \| Movistar Team \| + 10 s \| \| \| 9.º \| Kaden Groves \| BikeExchange-Jayco \| + 10 s \| \| \| 10.º \| Mark Cavendish \| Quick-Step Alpha Vinyl \| + 10 s \| \| |                       |                        |                 |
| |                       |                        |                 |
| Fuente: ProCyclingStats |                       |                        |                 |
| Clasificación general |                       |                        |                 |
| Ciclista | Ciclista              | Equipo                 | Tiempo          |
| 1.º | Olav Kooij            | Jumbo-Visma            | 5 h 17 min 51 s |
| 2.º | Phil Bauhaus          | Bahrain Victorious     | + 4 s           |
| 3.º | Jonas Abrahamsen      | Uno-X Pro Cycling Team | + 4 s           |
| 4.º | Jordi Meeus           | Bora-Hansgrohe         | + 6 s           |
| 5.º | Sam Brand             | Team Novo Nordisk      | + 9 s           |
| 6.º | Mike Teunissen        | Jumbo-Visma            | + 10 s          |
| 7.º | Juan Sebastián Molano | UAE Team Emirates      | + 10 s          |
| 8.º | Max Kanter            | Movistar Team          | + 10 s          |
| 9.º | Kaden Groves          | BikeExchange-Jayco     | + 10 s          |
| 10.º | Mark Cavendish        | Quick-Step Alpha Vinyl | + 10 s          |

### 2.ª etapa
| Chełm - Zamość | etapa llana | (205,6 km) |

| \| Clasificación de la etapa \| Clasificación de la etapa \| Clasificación de la etapa \| Clasificación de la etapa \| Clasificación de la etapa \| \| Ciclista \| Ciclista \| Equipo \| Tiempo \| \| \| ------------------------- \| ------------------------- \| ---------------------------------- \| ------------------------- \| ------------------------- \| \| 1.º \| Gerben Thijssen \| Intermarché-Wanty-Gobert Matériaux \| 4 h 47 min 23 s \| \| \| 2.º \| Pascal Ackermann \| UAE Team Emirates \| + 0 s \| \| \| 3.º \| Jonathan Milan \| Bahrain Victorious \| + 0 s \| \| \| 4.º \| Olav Kooij \| Jumbo-Visma \| + 0 s \| \| \| 5.º \| Sam Bennett \| Bora-Hansgrohe \| + 0 s \| \| \| 6.º \| Arnaud Démare \| Groupama-FDJ \| + 0 s \| \| \| 7.º \| Elia Viviani \| Ineos Grenadiers \| + 0 s \| \| \| 8.º \| Max Kanter \| Movistar Team \| + 0 s \| \| \| 9.º \| Marijn van den Berg \| EF Education-EasyPost \| + 0 s \| \| \| 10.º \| Mark Cavendish \| Quick-Step Alpha Vinyl \| + 0 s \| \| |                     |                                    |                 |
| |                     |                                    |                 |
| Fuente: ProCyclingStats |                     |                                    |                 |
| Clasificación de la etapa |                     |                                    |                 |
| Ciclista | Ciclista            | Equipo                             | Tiempo          |
| 1.º | Gerben Thijssen     | Intermarché-Wanty-Gobert Matériaux | 4 h 47 min 23 s |
| 2.º | Pascal Ackermann    | UAE Team Emirates                  | + 0 s           |
| 3.º | Jonathan Milan      | Bahrain Victorious                 | + 0 s           |
| 4.º | Olav Kooij          | Jumbo-Visma                        | + 0 s           |
| 5.º | Sam Bennett         | Bora-Hansgrohe                     | + 0 s           |
| 6.º | Arnaud Démare       | Groupama-FDJ                       | + 0 s           |
| 7.º | Elia Viviani        | Ineos Grenadiers                   | + 0 s           |
| 8.º | Max Kanter          | Movistar Team                      | + 0 s           |
| 9.º | Marijn van den Berg | EF Education-EasyPost              | + 0 s           |
| 10.º | Mark Cavendish      | Quick-Step Alpha Vinyl             | + 0 s           |

| \| Clasificación general \| Clasificación general \| Clasificación general \| Clasificación general \| Clasificación general \| \| Ciclista \| Ciclista \| Equipo \| Tiempo \| \| \| --------------------- \| --------------------- \| ---------------------------------- \| --------------------- \| --------------------- \| \| 1.º \| Jonas Abrahamsen \| Uno-X Pro Cycling Team \| 10 h 05 min 12 s \| \| \| 2.º \| Olav Kooij \| Jumbo-Visma \| + 2 s \| \| \| 3.º \| Gerben Thijssen \| Intermarché-Wanty-Gobert Matériaux \| + 2 s \| \| \| 4.º \| Pascal Ackermann \| UAE Team Emirates \| + 6 s \| \| \| 5.º \| Phil Bauhaus \| Bahrain Victorious \| + 6 s \| \| \| 6.º \| Jordi Meeus \| Bora-Hansgrohe \| + 8 s \| \| \| 7.º \| Jonathan Milan \| Bahrain Victorious \| + 8 s \| \| \| 8.º \| Jasper De Buyst \| Lotto-Soudal \| + 8 s \| \| \| 9.º \| Sam Brand \| Team Novo Nordisk \| + 11 s \| \| \| 10.º \| Max Kanter \| Movistar Team \| + 12 s \| \| |                  |                                    |                  |
| |                  |                                    |                  |
| Fuente: ProCyclingStats |                  |                                    |                  |
| Clasificación general |                  |                                    |                  |
| Ciclista | Ciclista         | Equipo                             | Tiempo           |
| 1.º | Jonas Abrahamsen | Uno-X Pro Cycling Team             | 10 h 05 min 12 s |
| 2.º | Olav Kooij       | Jumbo-Visma                        | + 2 s            |
| 3.º | Gerben Thijssen  | Intermarché-Wanty-Gobert Matériaux | + 2 s            |
| 4.º | Pascal Ackermann | UAE Team Emirates                  | + 6 s            |
| 5.º | Phil Bauhaus     | Bahrain Victorious                 | + 6 s            |
| 6.º | Jordi Meeus      | Bora-Hansgrohe                     | + 8 s            |
| 7.º | Jonathan Milan   | Bahrain Victorious                 | + 8 s            |
| 8.º | Jasper De Buyst  | Lotto-Soudal                       | + 8 s            |
| 9.º | Sam Brand        | Team Novo Nordisk                  | + 11 s           |
| 10.º | Max Kanter       | Movistar Team                      | + 12 s           |

### 3.ª etapa
| Kraśnik - Przemyśl | etapa de media montaña | (237,9 km) |

| \| Clasificación de la etapa \| Clasificación de la etapa \| Clasificación de la etapa \| Clasificación de la etapa \| Clasificación de la etapa \| \| Ciclista \| Ciclista \| Equipo \| Tiempo \| \| \| ------------------------- \| ------------------------- \| ---------------------------------- \| ------------------------- \| ------------------------- \| \| 1.º \| Sergio Higuita \| Bora-Hansgrohe \| 5 h 25 min 46 s \| \| \| 2.º \| Pello Bilbao \| Bahrain Victorious \| + 0 s \| \| \| 3.º \| Quinten Hermans \| Intermarché-Wanty-Gobert Matériaux \| + 0 s \| \| \| 4.º \| Matteo Sobrero \| BikeExchange-Jayco \| + 0 s \| \| \| 5.º \| Quentin Pacher \| Groupama-FDJ \| + 0 s \| \| \| 6.º \| Mauro Schmid \| Quick-Step Alpha Vinyl \| + 0 s \| \| \| 7.º \| Felix Gall \| AG2R Citroën Team \| + 0 s \| \| \| 8.º \| Stephen Williams \| Bahrain Victorious \| + 0 s \| \| \| 9.º \| Lucas Hamilton \| BikeExchange-Jayco \| + 0 s \| \| \| 10.º \| Diego Ulissi \| UAE Team Emirates \| + 0 s \| \| |                  |                                    |                 |
| |                  |                                    |                 |
| Fuente: ProCyclingStats |                  |                                    |                 |
| Clasificación de la etapa |                  |                                    |                 |
| Ciclista | Ciclista         | Equipo                             | Tiempo          |
| 1.º | Sergio Higuita   | Bora-Hansgrohe                     | 5 h 25 min 46 s |
| 2.º | Pello Bilbao     | Bahrain Victorious                 | + 0 s           |
| 3.º | Quinten Hermans  | Intermarché-Wanty-Gobert Matériaux | + 0 s           |
| 4.º | Matteo Sobrero   | BikeExchange-Jayco                 | + 0 s           |
| 5.º | Quentin Pacher   | Groupama-FDJ                       | + 0 s           |
| 6.º | Mauro Schmid     | Quick-Step Alpha Vinyl             | + 0 s           |
| 7.º | Felix Gall       | AG2R Citroën Team                  | + 0 s           |
| 8.º | Stephen Williams | Bahrain Victorious                 | + 0 s           |
| 9.º | Lucas Hamilton   | BikeExchange-Jayco                 | + 0 s           |
| 10.º | Diego Ulissi     | UAE Team Emirates                  | + 0 s           |

| \| Clasificación general \| Clasificación general \| Clasificación general \| Clasificación general \| Clasificación general \| \| Ciclista \| Ciclista \| Equipo \| Tiempo \| \| \| --------------------- \| --------------------- \| ---------------------------------- \| --------------------- \| --------------------- \| \| 1.º \| Sergio Higuita \| Bora-Hansgrohe \| 15 h 31 min 00 s \| \| \| 2.º \| Pello Bilbao \| Bahrain Victorious \| + 4 s \| \| \| 3.º \| Quinten Hermans \| Intermarché-Wanty-Gobert Matériaux \| + 6 s \| \| \| 4.º \| Ethan Hayter \| Ineos Grenadiers \| + 10 s \| \| \| 5.º \| Diego Ulissi \| UAE Team Emirates \| + 10 s \| \| \| 6.º \| Matteo Sobrero \| BikeExchange-Jayco \| + 10 s \| \| \| 7.º \| Richard Carapaz \| Ineos Grenadiers \| + 10 s \| \| \| 8.º \| Mauro Schmid \| Quick-Step Alpha Vinyl \| + 10 s \| \| \| 9.º \| Quentin Pacher \| Groupama-FDJ \| + 10 s \| \| \| 10.º \| Lucas Hamilton \| BikeExchange-Jayco \| + 10 s \| \| |                 |                                    |                  |
| |                 |                                    |                  |
| Fuente: ProCyclingStats |                 |                                    |                  |
| Clasificación general |                 |                                    |                  |
| Ciclista | Ciclista        | Equipo                             | Tiempo           |
| 1.º | Sergio Higuita  | Bora-Hansgrohe                     | 15 h 31 min 00 s |
| 2.º | Pello Bilbao    | Bahrain Victorious                 | + 4 s            |
| 3.º | Quinten Hermans | Intermarché-Wanty-Gobert Matériaux | + 6 s            |
| 4.º | Ethan Hayter    | Ineos Grenadiers                   | + 10 s           |
| 5.º | Diego Ulissi    | UAE Team Emirates                  | + 10 s           |
| 6.º | Matteo Sobrero  | BikeExchange-Jayco                 | + 10 s           |
| 7.º | Richard Carapaz | Ineos Grenadiers                   | + 10 s           |
| 8.º | Mauro Schmid    | Quick-Step Alpha Vinyl             | + 10 s           |
| 9.º | Quentin Pacher  | Groupama-FDJ                       | + 10 s           |
| 10.º | Lucas Hamilton  | BikeExchange-Jayco                 | + 10 s           |

### 4.ª etapa
| Lesko - Sanok | etapa de media montaña | (179,4 km) |

| \| Clasificación de la etapa \| Clasificación de la etapa \| Clasificación de la etapa \| Clasificación de la etapa \| Clasificación de la etapa \| \| Ciclista \| Ciclista \| Equipo \| Tiempo \| \| \| ------------------------- \| ------------------------- \| ---------------------------------- \| ------------------------- \| ------------------------- \| \| 1.º \| Pascal Ackermann \| UAE Team Emirates \| 4 h 21 min 46 s \| \| \| 2.º \| Jordi Meeus \| Bora-Hansgrohe \| + 0 s \| \| \| 3.º \| Jonathan Milan \| Bahrain Victorious \| + 0 s \| \| \| 4.º \| Quinten Hermans \| Intermarché-Wanty-Gobert Matériaux \| + 0 s \| \| \| 5.º \| Olav Kooij \| Jumbo-Visma \| + 0 s \| \| \| 6.º \| Christian Scaroni \| Astana Qazaqstan Team \| + 0 s \| \| \| 7.º \| Diego Ulissi \| UAE Team Emirates \| + 0 s \| \| \| 8.º \| Quentin Pacher \| Groupama-FDJ \| + 0 s \| \| \| 9.º \| Stanisław Aniołkowski \| Polonia \| + 0 s \| \| \| 10.º \| Nikias Arndt \| Team DSM \| + 0 s \| \| |                       |                                    |                 |
| |                       |                                    |                 |
| Fuente: ProCyclingStats |                       |                                    |                 |
| Clasificación de la etapa |                       |                                    |                 |
| Ciclista | Ciclista              | Equipo                             | Tiempo          |
| 1.º | Pascal Ackermann      | UAE Team Emirates                  | 4 h 21 min 46 s |
| 2.º | Jordi Meeus           | Bora-Hansgrohe                     | + 0 s           |
| 3.º | Jonathan Milan        | Bahrain Victorious                 | + 0 s           |
| 4.º | Quinten Hermans       | Intermarché-Wanty-Gobert Matériaux | + 0 s           |
| 5.º | Olav Kooij            | Jumbo-Visma                        | + 0 s           |
| 6.º | Christian Scaroni     | Astana Qazaqstan Team              | + 0 s           |
| 7.º | Diego Ulissi          | UAE Team Emirates                  | + 0 s           |
| 8.º | Quentin Pacher        | Groupama-FDJ                       | + 0 s           |
| 9.º | Stanisław Aniołkowski | Polonia                            | + 0 s           |
| 10.º | Nikias Arndt          | Team DSM                           | + 0 s           |

| \| Clasificación general \| Clasificación general \| Clasificación general \| Clasificación general \| Clasificación general \| \| Ciclista \| Ciclista \| Equipo \| Tiempo \| \| \| --------------------- \| --------------------- \| ---------------------------------- \| --------------------- \| --------------------- \| \| 1.º \| Sergio Higuita \| Bora-Hansgrohe \| 19 h 52 min 46 s \| \| \| 2.º \| Pello Bilbao \| Bahrain Victorious \| + 4 s \| \| \| 3.º \| Quinten Hermans \| Intermarché-Wanty-Gobert Matériaux \| + 6 s \| \| \| 4.º \| Diego Ulissi \| UAE Team Emirates \| + 10 s \| \| \| 5.º \| Matteo Sobrero \| BikeExchange-Jayco \| + 10 s \| \| \| 6.º \| Richard Carapaz \| Ineos Grenadiers \| + 10 s \| \| \| 7.º \| Mauro Schmid \| Quick-Step Alpha Vinyl \| + 10 s \| \| \| 8.º \| Ethan Hayter \| Ineos Grenadiers \| + 10 s \| \| \| 9.º \| Quentin Pacher \| Groupama-FDJ \| + 10 s \| \| \| 10.º \| Felix Gall \| AG2R Citroën Team \| + 10 s \| \| |                 |                                    |                  |
| |                 |                                    |                  |
| Fuente: ProCyclingStats |                 |                                    |                  |
| Clasificación general |                 |                                    |                  |
| Ciclista | Ciclista        | Equipo                             | Tiempo           |
| 1.º | Sergio Higuita  | Bora-Hansgrohe                     | 19 h 52 min 46 s |
| 2.º | Pello Bilbao    | Bahrain Victorious                 | + 4 s            |
| 3.º | Quinten Hermans | Intermarché-Wanty-Gobert Matériaux | + 6 s            |
| 4.º | Diego Ulissi    | UAE Team Emirates                  | + 10 s           |
| 5.º | Matteo Sobrero  | BikeExchange-Jayco                 | + 10 s           |
| 6.º | Richard Carapaz | Ineos Grenadiers                   | + 10 s           |
| 7.º | Mauro Schmid    | Quick-Step Alpha Vinyl             | + 10 s           |
| 8.º | Ethan Hayter    | Ineos Grenadiers                   | + 10 s           |
| 9.º | Quentin Pacher  | Groupama-FDJ                       | + 10 s           |
| 10.º | Felix Gall      | AG2R Citroën Team                  | + 10 s           |

### 5.ª etapa
| Łańcut - Resovia | etapa escarpada | (178,1 km) |

| \| Clasificación de la etapa \| Clasificación de la etapa \| Clasificación de la etapa \| Clasificación de la etapa \| Clasificación de la etapa \| \| Ciclista \| Ciclista \| Equipo \| Tiempo \| \| \| ------------------------- \| ------------------------- \| ---------------------------------- \| ------------------------- \| ------------------------- \| \| 1.º \| Phil Bauhaus \| Bahrain Victorious \| 4 h 16 min 19 s \| \| \| 2.º \| Arnaud Démare \| Groupama-FDJ \| + 0 s \| \| \| 3.º \| Nikias Arndt \| Team DSM \| + 0 s \| \| \| 4.º \| Max Kanter \| Movistar Team \| + 0 s \| \| \| 5.º \| Edward Theuns \| Trek-Segafredo \| + 0 s \| \| \| 6.º \| Jonathan Milan \| Bahrain Victorious \| + 0 s \| \| \| 7.º \| Hugo Page \| Intermarché-Wanty-Gobert Matériaux \| + 0 s \| \| \| 8.º \| Ryan Mullen \| Bora-Hansgrohe \| + 0 s \| \| \| 9.º \| Jacopo Guarnieri \| Groupama-FDJ \| + 0 s \| \| \| 10.º \| Patryk Stosz \| Polonia \| + 0 s \| \| |                  |                                    |                 |
| |                  |                                    |                 |
| Fuente: ProCyclingStats |                  |                                    |                 |
| Clasificación de la etapa |                  |                                    |                 |
| Ciclista | Ciclista         | Equipo                             | Tiempo          |
| 1.º | Phil Bauhaus     | Bahrain Victorious                 | 4 h 16 min 19 s |
| 2.º | Arnaud Démare    | Groupama-FDJ                       | + 0 s           |
| 3.º | Nikias Arndt     | Team DSM                           | + 0 s           |
| 4.º | Max Kanter       | Movistar Team                      | + 0 s           |
| 5.º | Edward Theuns    | Trek-Segafredo                     | + 0 s           |
| 6.º | Jonathan Milan   | Bahrain Victorious                 | + 0 s           |
| 7.º | Hugo Page        | Intermarché-Wanty-Gobert Matériaux | + 0 s           |
| 8.º | Ryan Mullen      | Bora-Hansgrohe                     | + 0 s           |
| 9.º | Jacopo Guarnieri | Groupama-FDJ                       | + 0 s           |
| 10.º | Patryk Stosz     | Polonia                            | + 0 s           |

| \| Clasificación general \| Clasificación general \| Clasificación general \| Clasificación general \| Clasificación general \| \| Ciclista \| Ciclista \| Equipo \| Tiempo \| \| \| --------------------- \| --------------------- \| ---------------------------------- \| --------------------- \| --------------------- \| \| 1.º \| Sergio Higuita \| Bora-Hansgrohe \| 24 h 09 min 05 s \| \| \| 2.º \| Pello Bilbao \| Bahrain Victorious \| + 4 s \| \| \| 3.º \| Quinten Hermans \| Intermarché-Wanty-Gobert Matériaux \| + 6 s \| \| \| 4.º \| Diego Ulissi \| UAE Team Emirates \| + 10 s \| \| \| 5.º \| Matteo Sobrero \| BikeExchange-Jayco \| + 10 s \| \| \| 6.º \| Richard Carapaz \| Ineos Grenadiers \| + 10 s \| \| \| 7.º \| Ethan Hayter \| Ineos Grenadiers \| + 10 s \| \| \| 8.º \| Quentin Pacher \| Groupama-FDJ \| + 10 s \| \| \| 9.º \| Lucas Hamilton \| BikeExchange-Jayco \| + 10 s \| \| \| 10.º \| Steff Cras \| Lotto-Soudal \| + 10 s \| \| |                 |                                    |                  |
| |                 |                                    |                  |
| Fuente: ProCyclingStats |                 |                                    |                  |
| Clasificación general |                 |                                    |                  |
| Ciclista | Ciclista        | Equipo                             | Tiempo           |
| 1.º | Sergio Higuita  | Bora-Hansgrohe                     | 24 h 09 min 05 s |
| 2.º | Pello Bilbao    | Bahrain Victorious                 | + 4 s            |
| 3.º | Quinten Hermans | Intermarché-Wanty-Gobert Matériaux | + 6 s            |
| 4.º | Diego Ulissi    | UAE Team Emirates                  | + 10 s           |
| 5.º | Matteo Sobrero  | BikeExchange-Jayco                 | + 10 s           |
| 6.º | Richard Carapaz | Ineos Grenadiers                   | + 10 s           |
| 7.º | Ethan Hayter    | Ineos Grenadiers                   | + 10 s           |
| 8.º | Quentin Pacher  | Groupama-FDJ                       | + 10 s           |
| 9.º | Lucas Hamilton  | BikeExchange-Jayco                 | + 10 s           |
| 10.º | Steff Cras      | Lotto-Soudal                       | + 10 s           |

### 6.ª etapa
| Gronków - Bukowina Tatrzańska | contrarreloj individual | (11,8 km) |

| \| Clasificación de la etapa \| Clasificación de la etapa \| Clasificación de la etapa \| Clasificación de la etapa \| Clasificación de la etapa \| \| Ciclista \| Ciclista \| Equipo \| Tiempo \| \| \| ------------------------- \| ------------------------- \| ------------------------- \| ------------------------- \| ------------------------- \| \| 1.º \| Thymen Arensman \| Team DSM \| 17 min 40 s \| \| \| 2.º \| Magnus Sheffield \| Ineos Grenadiers \| + 7 s \| \| \| 3.º \| Ethan Hayter \| Ineos Grenadiers \| + 8 s \| \| \| 4.º \| Rémi Cavagna \| Quick-Step Alpha Vinyl \| + 20 s \| \| \| 5.º \| Marco Brenner \| Team DSM \| + 26 s \| \| \| 6.º \| Ben Tulett \| Ineos Grenadiers \| + 28 s \| \| \| 7.º \| Samuele Battistella \| Astana Qazaqstan Team \| + 30 s \| \| \| 8.º \| Matteo Sobrero \| BikeExchange-Jayco \| + 31 s \| \| \| 9.º \| Pello Bilbao \| Bahrain Victorious \| + 32 s \| \| \| 10.º \| Mark Padun \| EF Education-EasyPost \| + 35 s \| \| |                     |                        |             |
| |                     |                        |             |
| Fuente: ProCyclingStats |                     |                        |             |
| Clasificación de la etapa |                     |                        |             |
| Ciclista | Ciclista            | Equipo                 | Tiempo      |
| 1.º | Thymen Arensman     | Team DSM               | 17 min 40 s |
| 2.º | Magnus Sheffield    | Ineos Grenadiers       | + 7 s       |
| 3.º | Ethan Hayter        | Ineos Grenadiers       | + 8 s       |
| 4.º | Rémi Cavagna        | Quick-Step Alpha Vinyl | + 20 s      |
| 5.º | Marco Brenner       | Team DSM               | + 26 s      |
| 6.º | Ben Tulett          | Ineos Grenadiers       | + 28 s      |
| 7.º | Samuele Battistella | Astana Qazaqstan Team  | + 30 s      |
| 8.º | Matteo Sobrero      | BikeExchange-Jayco     | + 31 s      |
| 9.º | Pello Bilbao        | Bahrain Victorious     | + 32 s      |
| 10.º | Mark Padun          | EF Education-EasyPost  | + 35 s      |

| \| Clasificación general \| Clasificación general \| Clasificación general \| Clasificación general \| Clasificación general \| \| Ciclista \| Ciclista \| Equipo \| Tiempo \| \| \| --------------------- \| --------------------- \| ---------------------- \| --------------------- \| --------------------- \| \| 1.º \| Ethan Hayter \| Ineos Grenadiers \| 24 h 27 min 03 s \| \| \| 2.º \| Thymen Arensman \| Team DSM \| + 11 s \| \| \| 3.º \| Pello Bilbao \| Bahrain Victorious \| + 18 s \| \| \| 4.º \| Matteo Sobrero \| BikeExchange-Jayco \| + 23 s \| \| \| 5.º \| Ben Tulett \| Ineos Grenadiers \| + 25 s \| \| \| 6.º \| Rémi Cavagna \| Quick-Step Alpha Vinyl \| + 31 s \| \| \| 7.º \| Samuele Battistella \| Astana Qazaqstan Team \| + 32 s \| \| \| 8.º \| Sergio Higuita \| Bora-Hansgrohe \| + 32 s \| \| \| 9.º \| Diego Ulissi \| UAE Team Emirates \| + 45 s \| \| \| 10.º \| Bruno Armirail \| Groupama-FDJ \| + 50 s \| \| |                     |                        |                  |
| |                     |                        |                  |
| Fuente: ProCyclingStats |                     |                        |                  |
| Clasificación general |                     |                        |                  |
| Ciclista | Ciclista            | Equipo                 | Tiempo           |
| 1.º | Ethan Hayter        | Ineos Grenadiers       | 24 h 27 min 03 s |
| 2.º | Thymen Arensman     | Team DSM               | + 11 s           |
| 3.º | Pello Bilbao        | Bahrain Victorious     | + 18 s           |
| 4.º | Matteo Sobrero      | BikeExchange-Jayco     | + 23 s           |
| 5.º | Ben Tulett          | Ineos Grenadiers       | + 25 s           |
| 6.º | Rémi Cavagna        | Quick-Step Alpha Vinyl | + 31 s           |
| 7.º | Samuele Battistella | Astana Qazaqstan Team  | + 32 s           |
| 8.º | Sergio Higuita      | Bora-Hansgrohe         | + 32 s           |
| 9.º | Diego Ulissi        | UAE Team Emirates      | + 45 s           |
| 10.º | Bruno Armirail      | Groupama-FDJ           | + 50 s           |

### 7.ª etapa
| Skawina - Cracovia | etapa escarpada | (177,8 km) |

| \| Clasificación de la etapa \| Clasificación de la etapa \| Clasificación de la etapa \| Clasificación de la etapa \| Clasificación de la etapa \| \| Ciclista \| Ciclista \| Equipo \| Tiempo \| \| \| ------------------------- \| ------------------------- \| ---------------------------------- \| ------------------------- \| ------------------------- \| \| 1.º \| Arnaud Démare \| Groupama-FDJ \| 3 h 59 min 20 s \| \| \| 2.º \| Olav Kooij \| Jumbo-Visma \| + 0 s \| \| \| 3.º \| Phil Bauhaus \| Bahrain Victorious \| + 0 s \| \| \| 4.º \| Max Kanter \| Movistar Team \| + 0 s \| \| \| 5.º \| Gerben Thijssen \| Intermarché-Wanty-Gobert Matériaux \| + 0 s \| \| \| 6.º \| Marijn van den Berg \| EF Education-EasyPost \| + 0 s \| \| \| 7.º \| Davide Cimolai \| Cofidis \| + 0 s \| \| \| 8.º \| Edward Theuns \| Trek-Segafredo \| + 0 s \| \| \| 9.º \| Pascal Ackermann \| UAE Team Emirates \| + 0 s \| \| \| 10.º \| Kaden Groves \| BikeExchange-Jayco \| + 0 s \| \| |                     |                                    |                 |
| |                     |                                    |                 |
| Fuente: ProCyclingStats |                     |                                    |                 |
| Clasificación de la etapa |                     |                                    |                 |
| Ciclista | Ciclista            | Equipo                             | Tiempo          |
| 1.º | Arnaud Démare       | Groupama-FDJ                       | 3 h 59 min 20 s |
| 2.º | Olav Kooij          | Jumbo-Visma                        | + 0 s           |
| 3.º | Phil Bauhaus        | Bahrain Victorious                 | + 0 s           |
| 4.º | Max Kanter          | Movistar Team                      | + 0 s           |
| 5.º | Gerben Thijssen     | Intermarché-Wanty-Gobert Matériaux | + 0 s           |
| 6.º | Marijn van den Berg | EF Education-EasyPost              | + 0 s           |
| 7.º | Davide Cimolai      | Cofidis                            | + 0 s           |
| 8.º | Edward Theuns       | Trek-Segafredo                     | + 0 s           |
| 9.º | Pascal Ackermann    | UAE Team Emirates                  | + 0 s           |
| 10.º | Kaden Groves        | BikeExchange-Jayco                 | + 0 s           |

## Clasificaciones finales
- Las clasificaciones finalizaron de la siguiente forma:[3]

### Clasificación general
| \| Clasificación general \| Clasificación general \| Clasificación general \| Clasificación general \| Clasificación general \| \| Ciclista \| Ciclista \| Equipo \| Tiempo \| \| \| --------------------- \| --------------------- \| ---------------------- \| --------------------- \| --------------------- \| \| 1.º \| Ethan Hayter \| Ineos Grenadiers \| 28 h 26 min 23 s \| \| \| 2.º \| Thymen Arensman \| Team DSM \| + 11 s \| \| \| 3.º \| Pello Bilbao \| Bahrain Victorious \| + 18 s \| \| \| 4.º \| Matteo Sobrero \| BikeExchange-Jayco \| + 23 s \| \| \| 5.º \| Ben Tulett \| Ineos Grenadiers \| + 25 s \| \| \| 6.º \| Rémi Cavagna \| Quick-Step Alpha Vinyl \| + 31 s \| \| \| 7.º \| Samuele Battistella \| Astana Qazaqstan Team \| + 32 s \| \| \| 8.º \| Sergio Higuita \| Bora-Hansgrohe \| + 32 s \| \| \| 9.º \| Diego Ulissi \| UAE Team Emirates \| + 45 s \| \| \| 10.º \| Bruno Armirail \| Groupama-FDJ \| + 50 s \| \| |                     |                        |                  |
| |                     |                        |                  |
| Fuentes: ProCyclingStats Cycling Quotient Cycling Archives |                     |                        |                  |
| Clasificación general |                     |                        |                  |
| Ciclista | Ciclista            | Equipo                 | Tiempo           |
| 1.º | Ethan Hayter        | Ineos Grenadiers       | 28 h 26 min 23 s |
| 2.º | Thymen Arensman     | Team DSM               | + 11 s           |
| 3.º | Pello Bilbao        | Bahrain Victorious     | + 18 s           |
| 4.º | Matteo Sobrero      | BikeExchange-Jayco     | + 23 s           |
| 5.º | Ben Tulett          | Ineos Grenadiers       | + 25 s           |
| 6.º | Rémi Cavagna        | Quick-Step Alpha Vinyl | + 31 s           |
| 7.º | Samuele Battistella | Astana Qazaqstan Team  | + 32 s           |
| 8.º | Sergio Higuita      | Bora-Hansgrohe         | + 32 s           |
| 9.º | Diego Ulissi        | UAE Team Emirates      | + 45 s           |
| 10.º | Bruno Armirail      | Groupama-FDJ           | + 50 s           |

### Clasificación por puntos
| Clasificación por puntos | Clasificación por puntos | Clasificación por puntos           | Clasificación por puntos | Clasificación por puntos |
| Ciclista                 | Ciclista                 | Equipo                             | Puntos                   |                          |
| ------------------------ | ------------------------ | ---------------------------------- | ------------------------ | ------------------------ |
| 1.º                      | Arnaud Démare            | Groupama-FDJ                       | 74 pts                   |                          |
| 2.º                      | Olav Kooij               | Jumbo-Visma                        | 72 pts                   |                          |
| 3.º                      | Max Kanter               | Movistar Team                      | 62 pts                   |                          |
| 4.º                      | Phil Bauhaus             | Bahrain Victorious                 | 57 pts                   |                          |
| 5.º                      | Pascal Ackermann         | UAE Team Emirates                  | 51 pts                   |                          |
| 6.º                      | Jonathan Milan           | Bahrain Victorious                 | 51 pts                   |                          |
| 7.º                      | Gerben Thijssen          | Intermarché-Wanty-Gobert Matériaux | 42 pts                   |                          |
| 8.º                      | Ethan Hayter             | Ineos Grenadiers                   | 42 pts                   |                          |
| 9.º                      | Pello Bilbao             | Bahrain Victorious                 | 40 pts                   |                          |
| 10.º                     | Nikias Arndt             | Team DSM                           | 39 pts                   |                          |

### Clasificación de la montaña
| Clasificación de la montaña | Clasificación de la montaña | Clasificación de la montaña        | Clasificación de la montaña | Clasificación de la montaña |
| Ciclista                    | Ciclista                    | Equipo                             | Puntos                      |                             |
| --------------------------- | --------------------------- | ---------------------------------- | --------------------------- | --------------------------- |
| 1.º                         | Jarrad Drizners             | Lotto-Soudal                       | 23 pts                      |                             |
| 2.º                         | Kamil Małecki               | Lotto-Soudal                       | 15 pts                      |                             |
| 3.º                         | Michel Heßmann              | Jumbo-Visma                        | 11 pts                      |                             |
| 4.º                         | Michel Heßmann              | Jumbo-Visma                        | 11 pts                      |                             |
| 5.º                         | Syver Wærsted               | Uno-X Pro Cycling Team             | 11 pts                      |                             |
| 6.º                         | Rui Oliveira                | UAE Team Emirates                  | 8 pts                       |                             |
| 7.º                         | Mads Würtz                  | Israel-Premier Tech                | 7 pts                       |                             |
| 8.º                         | Julius Johansen             | Intermarché-Wanty-Gobert Matériaux | 7 pts                       |                             |
| 9.º                         | Nans Peters                 | AG2R Citroën Team                  | 5 pts                       |                             |
| 10.º                        | Felix Gall                  | AG2R Citroën Team                  | 4 pts                       |                             |

### Clasificación de la combatividad
| Clasificación de la combatividad | Clasificación de la combatividad | Clasificación de la combatividad | Clasificación de la combatividad | Clasificación de la combatividad |
| Ciclista                         | Ciclista                         | Equipo                           | Puntos                           |                                  |
| -------------------------------- | -------------------------------- | -------------------------------- | -------------------------------- | -------------------------------- |
| 1.º                              | Patryk Stosz                     | Polonia                          | 16 pts                           |                                  |
| 2.º                              | Edward Theuns                    | Trek-Segafredo                   | 8 pts                            |                                  |
| 3.º                              | Mads Würtz                       | Israel-Premier Tech              | 6 pts                            |                                  |

### Clasificación por equipos
| Clasificación por equipos | Clasificación por equipos | Clasificación por equipos | Clasificación por equipos |
| Equipo                    | Equipo                    | Tiempo                    |                           |
| ------------------------- | ------------------------- | ------------------------- | ------------------------- |
| 1.º                       | Ineos Grenadiers          | 85 h 19 min 33 s          |                           |
| 2.º                       | Quick-Step Alpha Vinyl    | + 2 min 43 s              |                           |
| 3.º                       | Team DSM                  | + 2 min 46 s              |                           |
| 4.º                       | EF Education-EasyPost     | + 2 min 48 s              |                           |
| 5.º                       | Bahrain Victorious        | + 3 min 56 s              |                           |

## Evolución de las clasificaciones
| Etapa                   |                         | Ganador _        | Clasificación general | Puntos        | Montaña          | Combatividad | Equipo _           | Mejor nacional _      |
| ----------------------- | ----------------------- | ---------------- | --------------------- | ------------- | ---------------- | ------------ | ------------------ | --------------------- |
| 1.ª etapa               | etapa llana             | Olav Kooij       | Olav Kooij            | Olav Kooij    | Jonas Abrahamsen | Patryk Stosz | AG2R Citroën Team  | Stanisław Aniołkowski |
| 2.ª etapa               | etapa llana             | Gerben Thijssen  | Jonas Abrahamsen      | Olav Kooij    | Jonas Abrahamsen | Patryk Stosz | UAE Team Emirates  | Stanisław Aniołkowski |
| 3.ª etapa               | etapa de media montaña  | Sergio Higuita   | Sergio Higuita        | Olav Kooij    | Michel Heßmann   | Patryk Stosz | Ineos Grenadiers   | Jakub Kaczmarek       |
| 4.ª etapa               | etapa de media montaña  | Pascal Ackermann | Sergio Higuita        | Olav Kooij    | Kamil Małecki    | Patryk Stosz | Ineos Grenadiers   | Jakub Kaczmarek       |
| 5.ª etapa               | etapa escarpada         | Phil Bauhaus     | Sergio Higuita        | Arnaud Démare | Kamil Małecki    | Patryk Stosz | Bahrain Victorious | Jakub Kaczmarek       |
| 6.ª etapa               | contrarreloj individual | Thymen Arensman  | Ethan Hayter          | Arnaud Démare | Kamil Małecki    | Patryk Stosz | Ineos Grenadiers   | Jakub Kaczmarek       |
| 7.ª etapa               | etapa escarpada         | Arnaud Démare    | Ethan Hayter          | Arnaud Démare | Jarrad Drizners  | Patryk Stosz | Ineos Grenadiers   | Jakub Kaczmarek       |
| Clasificaciones finales | Clasificaciones finales |                  | Ethan Hayter          | Arnaud Démare | Jarrad Drizners  | Patryk Stosz | Ineos Grenadiers   | Jakub Kaczmarek       |

## Ciclistas participantes y posiciones finales
Convenciones:
- AB: Abandono
- FLT: Retiro por llegada fuera del límite de tiempo
- NTS: No tomó la salida
- DES: Descalificado o expulsado

## UCI World Ranking
El Tour de Polonia otorgó puntos para el UCI World Ranking para corredores de los equipos en las categorías UCI WorldTeam, UCI ProTeam y Continental. Las siguientes tablas son el baremo de puntuación y los diez corredores que obtuvieron más puntos:
| Posición              | 1.º | 2.º | 3.º | 4.º | 5.º | 6.º | 7.º | 8.º | 9.º | 10.º | 11.º | 12.º | 13.º | 14.º | 15.º | 16.º-20.º | 21.º-30.º | 31.º-50.º | 51.º-55.º | 56.º-60.º |
| Clasificación general | 400 | 320 | 260 | 220 | 180 | 140 | 120 | 100 | 80  | 68   | 56   | 48   | 40   | 32   | 28   | 24        | 16        | 8         | 4         | 2         |
| Por etapa             | 50  | 20  | 8   |     |     |     |     |     |     |      |      |      |      |      |      |           |           |           |           |           |
| Líder                 | 8   |     |     |     |     |     |     |     |     |      |      |      |      |      |      |           |           |           |           |           |

| Clasificación |                     |                        |         |       |       |       |
| Ciclista      | Ciclista            | Equipo                 | General | Etapa | Líder | Total |
| ------------- | ------------------- | ---------------------- | ------- | ----- | ----- | ----- |
| 1.º           | Ethan Hayter        | INEOS Grenadiers       | 400     | 8     | 8     | 416   |
| 2.º           | Thymen Arensman     | DSM                    | 320     | 50    | -     | 370   |
| 3.º           | Pello Bilbao        | Bahrain Victorious     | 260     | 20    | -     | 280   |
| 4.º           | Matteo Sobrero      | BikeExchange-Jayco     | 220     | -     | -     | 220   |
| 5.º           | Ben Tulett          | INEOS Grenadiers       | 180     | -     | -     | 180   |
| 6.º           | Sergio Higuita      | Bora-Hansgrohe         | 100     | 50    | 24    | 174   |
| 7.º           | Rémi Cavagna        | Quick-Step Alpha Vinyl | 140     | -     | -     | 140   |
| 8.º           | Samuele Battistella | Astana Qazaqstan       | 120     | -     | -     | 120   |
| 9.º           | Diego Ulissi        | UAE Emirates           | 80      | -     | -     | 80    |
| 10.º          | Phil Bauhaus        | Bahrain Victorious     | -       | 78    | -     | 78    |
| 10.º          | Olav Kooij          | Jumbo-Visma            | -       | 70    | 8     | 78    |